# Jeziorki (województwo pomorskie)
Jeziorki (niem. Jesiorken) – wieś w Polsce położona w województwie pomorskim, w powiecie chojnickim, w gminie Chojnice przy trasie drogi krajowej nr 22. Miejscowość jest częścią składową sołectwa Kruszka.
W latach 1975–1998 miejscowość administracyjnie należała do województwa bydgoskiego.

## Historia
Pierwsza wzmianka o wsi pochodzi z 22 listopada 1362 r.
Jeziorki były gniazdem dla rodzin Jeziorkowskich nieznanego herbu oraz Jezierskich herbu Rogala z przydomkiem Lewalt. Stąd też pochodzi nazwisko Jezierski.
Co najmniej od II poł. XVI w. Jeziorki należały do parafii w Nowej Cerkwi.
W 1570 r. wieś była własnością Jerzego Lewalda h. Rogala z Niemiec. W 1648 r. właścicielem wsi był P. Dorengowski. W 1662 roku dobra w miejscowości miał Melchior Kalkstein Stoliński sędzia ziemski Człuchowski W 1682 r. Jeziorki należały do zamieszkującego je Michała Kleista. Rodzina Kleistów utrzymała własność wsi do I poł. XVIII w. Do 1763 r. właścicielem wsi był Franciszek Karol Ernest Wejhert.
W 1654 r. Jeziorki zamieszkiwał jeden gospodarz. Znajdował się tam też młyn. Stan ten nie uległ zmianie przynajmniej do 1695 r.
W 1744 r. do wsi należały dobra znajdujące się w Młynkach, Przyżarczmie (Spierewniku) oraz Techowej Karczmie (miejscowość zaginiona). 
4 marca 1774 r. Jeziorki zamieszkiwało 11 gospodarzy. Byli nimi: Wawrzyniec Kroning, Jan Henning, Georg Leszczinski, Ertmann Dulek, Ertman Henning, Jan Gunsz, Jan Papel, Georg Gielk, Wawrzyniec Bucholtz, Zemke, Konarsk.
W 1869 r. stacja pocztowa dla Jeziorek znajdowała się w Rytlu. W I poł. XX w. w Nowej Cerkwi. 
W 1869 r. Jeziorki obsługiwała stacja kolejowa w Rytlu.
W 1869 r. do wsi należały dobra znajdujące się w Jasnowie (vel Jasno, niem. Jasnow).
W 1869 r. dzieci uczęszczały do szkoły posadowionej w Nowej Cerkwi. 
W 1869 r. w Jeziorkach stało 19 budynków gospodarczych oraz 9 mieszkalnych zamieszkiwanych przez 67 katolików i 70 ewangelików. W 1928 r. Jeziorki liczyły 100 mieszkańców. 